# Église Notre-Dame de Crouzilles
Pour les articles homonymes, voir église Notre-Dame.
L'église Notre-Dame de Crouzilles est une église paroissiale de culte catholique dans la commune de Crouzilles, dans le département français d'Indre-et-Loire.
L'église est construite au XIIe siècle mais plusieurs fois remaniée jusqu'au XVIe siècle. Son abside est classée comme monument historique en 1921 avant que la totalité de l'édifice ne soit inscrit en 1953.

## Localisation
L'église trouve au centre du bourg de Crouzilles ; sa nef s'ouvre à l'ouest et son chœur est tourné vers l'est.

## Histoire
Des travaux de réfection du chevet de l'église, conduits au début des années 2000, mettent au jour des sarcophages du VIIe siècle indiquant une fonction religieuse précoce du lieu. L'église est mentionnée pour la première fois en début du XIIe siècle mais son architecture est reprise au XIIIe siècle. Les murs gouttereaux de la nef sont surélevés et celle-ci est voûtée.
Au XVIe siècle, la voûte du chœur est refaite, l'absidiole du bras sud du transept reconstruite ; un appentis est ajouté sur toute la longueur du mur gouttereau nord.
L'édifice est partiellement restauré en 1891.
L'abside de l'église est classée comme monument historique par arrêté du 6 octobre 1921 et le reste de l'édifice est inscrit par arrêté du 17 septembre 1953.

## Description

### Architecture
L'église, en forme de croix latine, comporte une nef simple avec un appentis contre son mur nord, un transept sur la croix duquel est élevé le clocher et dont chacun des deux bras porte une absidiole et un chœur terminé par une abside.
La nef comporte trois travées éclairées par de petites fenêtres en plein cintre et voûtées en ogives dont les clés sont sculptées de personnages. Elle s'ouvre à l'ouest par un portail à trois rangs de moulures en plein cintre. Ce dernier est encadré de solides contreforts creusés d'une niche abritant une statue et il est surmonté d'un baie géminée en plein cintre dont l'une des fenêtres est murée.
Le transept possède une croisée voûtée de quatre arcades brisées. Chacun de ses deux bras possède une absidiole ouverte dans son mur orientale. l'absidiole nord, d'origine, semi-circulaire, est voûtée en cul-de-four. L'absidiole sud est reconstruite sur plan carré. La croisée du transept est surmontée du clocher, bas et doté d'une arcature aveugle sur chacune de ses quatre faces, épaulé de contreforts à chaque angle et qui se termine par une toiture en pyramide.
Le chœur, d'une travée unique, se termine par une abside à cinq pans soutenue par des contreforts massifs. Transept et chœur ne sont pas dans l'axe exact de la nef.

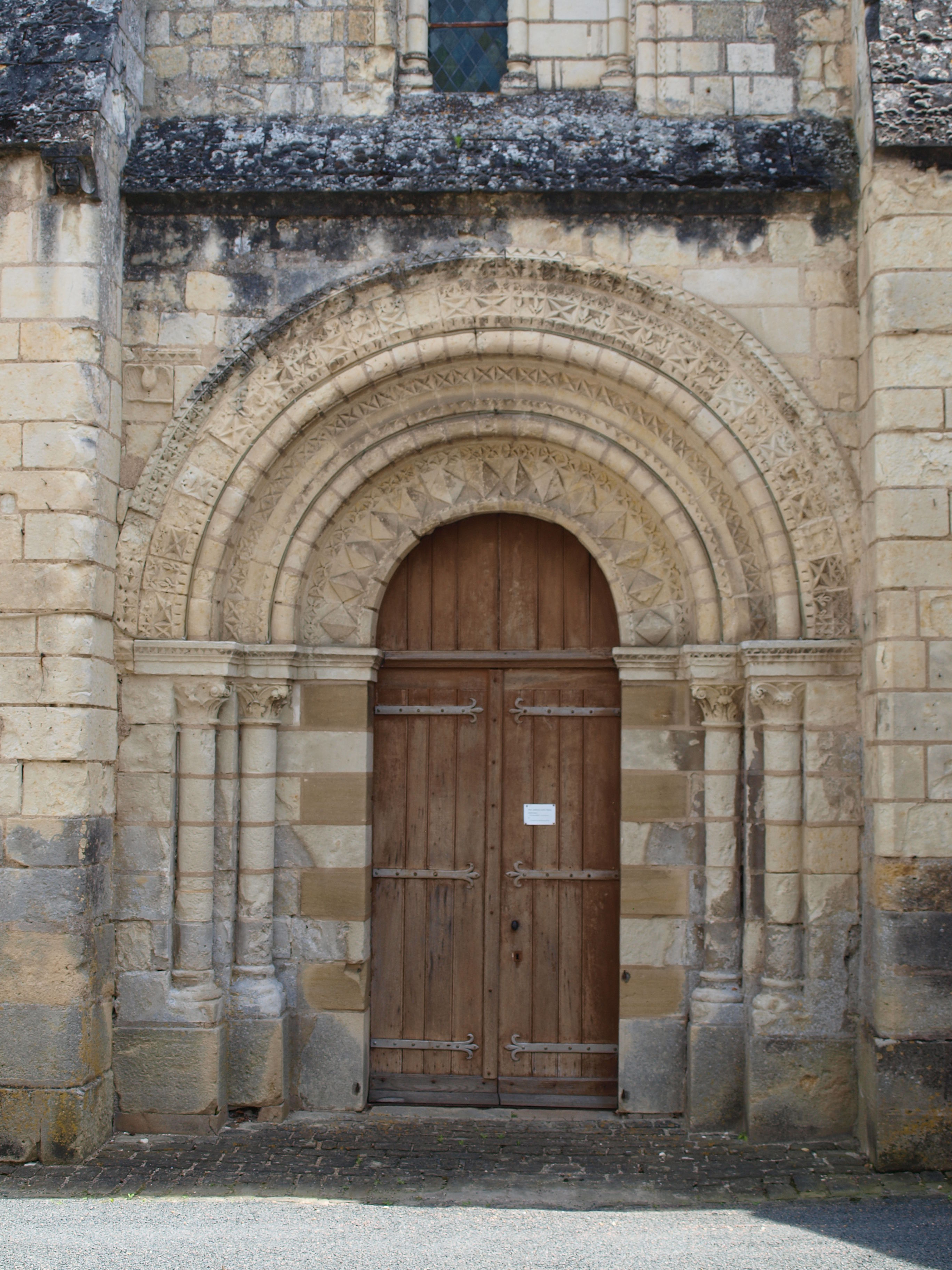
Portail.
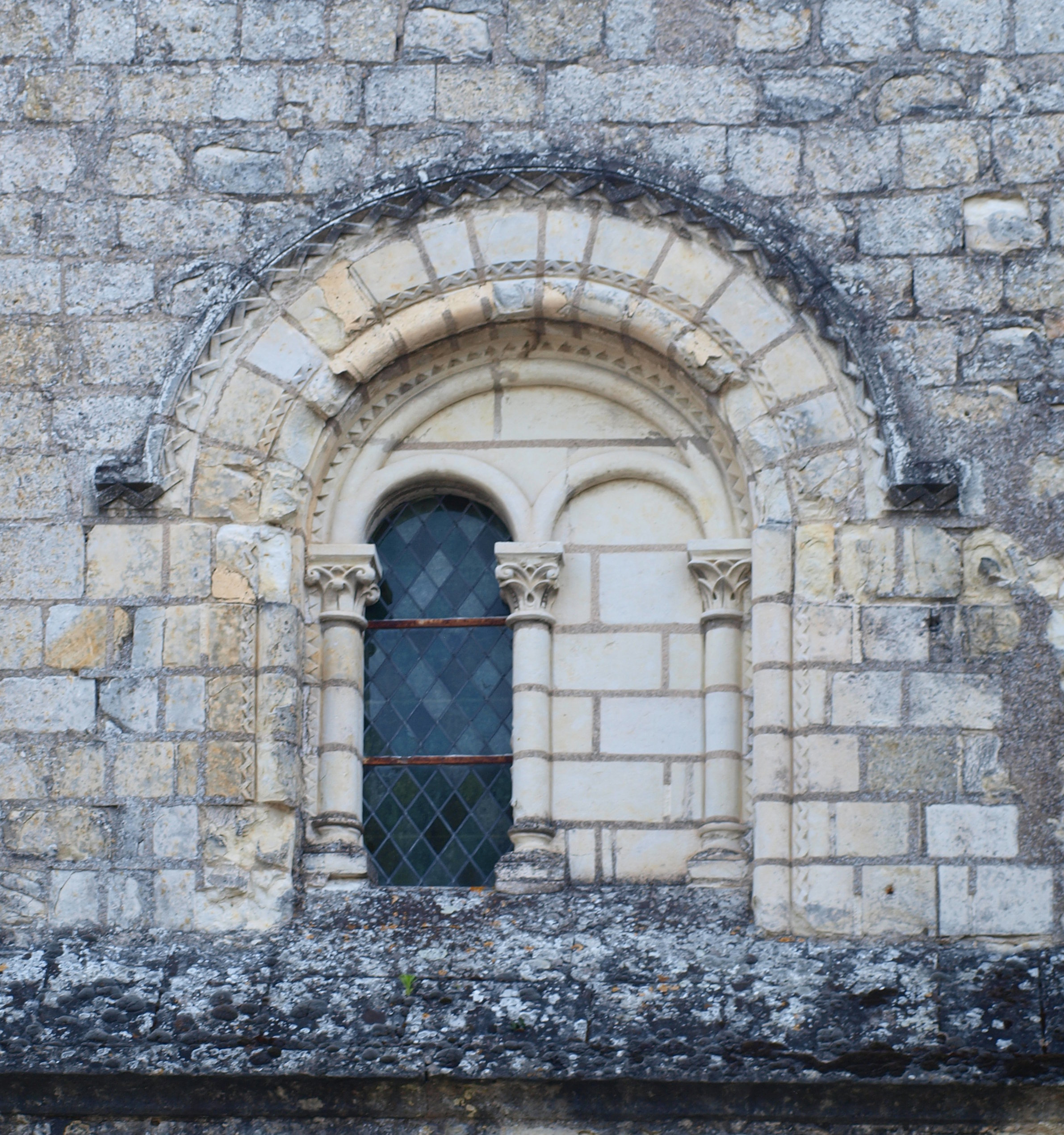
Baie géminée au-dessus du portail.
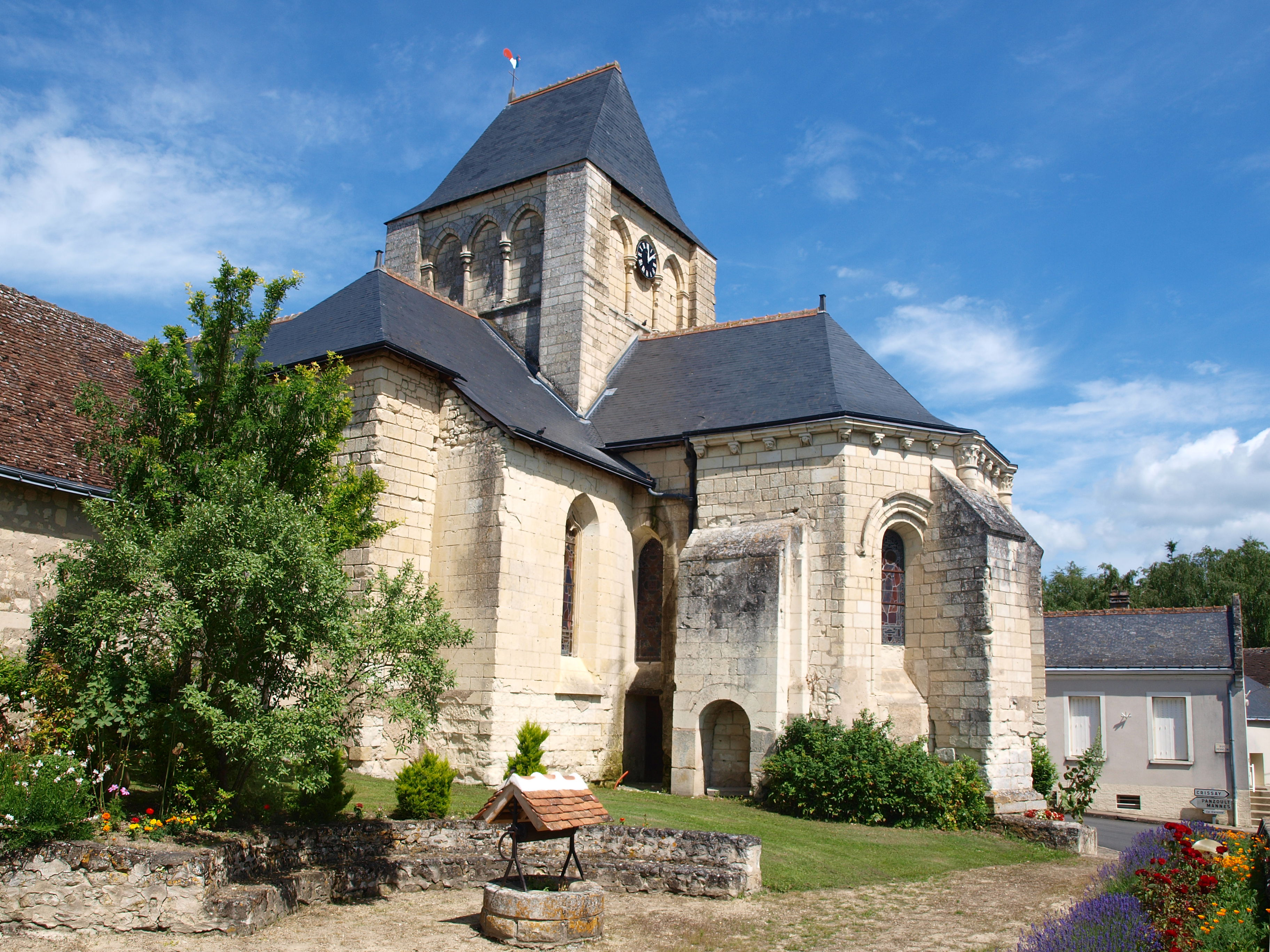
Bras sud du transept.
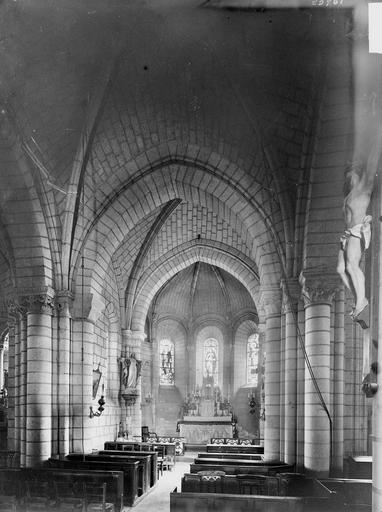
Vue intérieure du chœur.

### Mobilier et décor
Deux statues occupent des niches ménagées dans les contreforts de part et d'autre du portail ; elles ont été mutilées à la Révolution française. Cinq autres statues, à l'intérieur de l'église, sont datées du XIIe siècle. La corniche de l'abside du chevet et de l'absidiole nord du transept ont conservé la plupart de leurs modillons sculptés d'origine. Largement dissimulée par un plafond moderne, une peinture religieuse du XVe siècle dont le thème ne peut être identifié se déroule comme une frise à la base du clocher.
Un tableau peint par Enrico Bon en 1896 représente La Donation du rosaire. Neuf verrières, dont sept représentent des scènes bibliques, ornent les baies de l'église ;  datées du dernier quart du XIXe siècle, elles sont dues aux ateliers Lobin et  Fournier Clément. Un espace clos d'une grille est réservé aux fonts baptismaux, dont une cuve sur pied en calcaire blanc de la seconde moitié du XIXe siècle.
Plusieurs objets du culte (pavillon de ciboire, chasuble) ainsi que trois chandeliers offerts par Napoléon III font partie du mobilier conservé dans l'église.

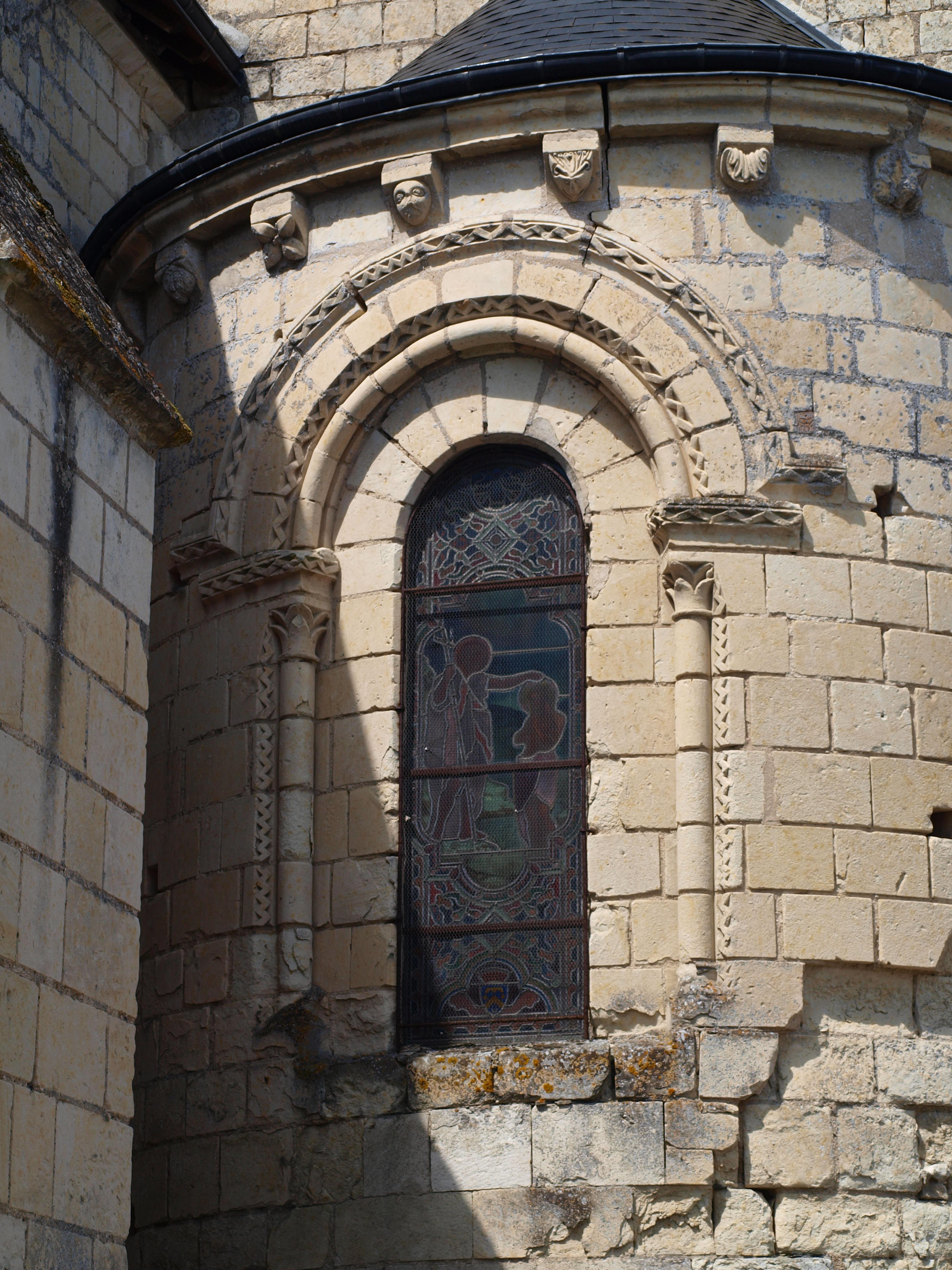
Modillons du chevet.
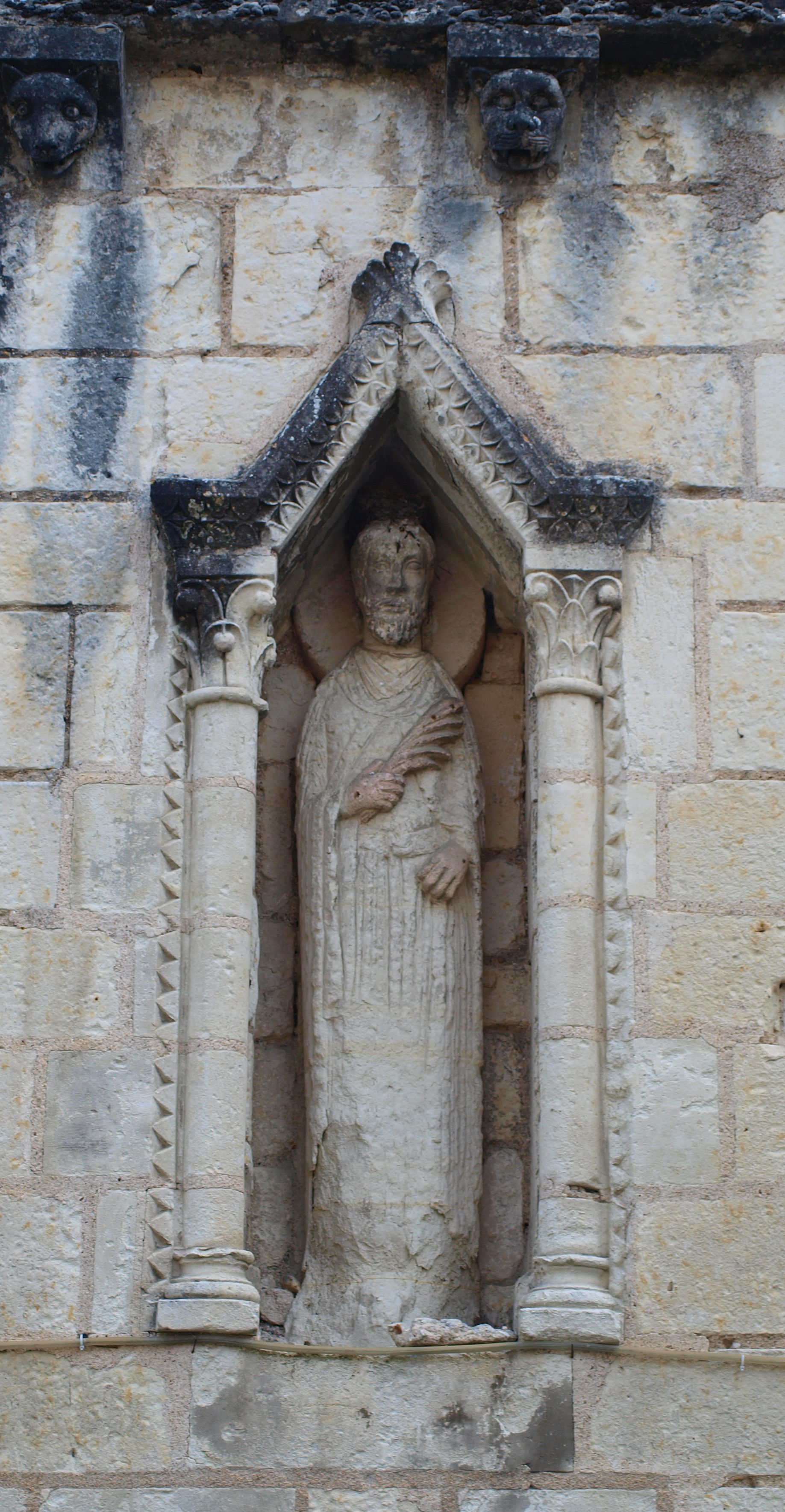
Statue à gauche du portail.
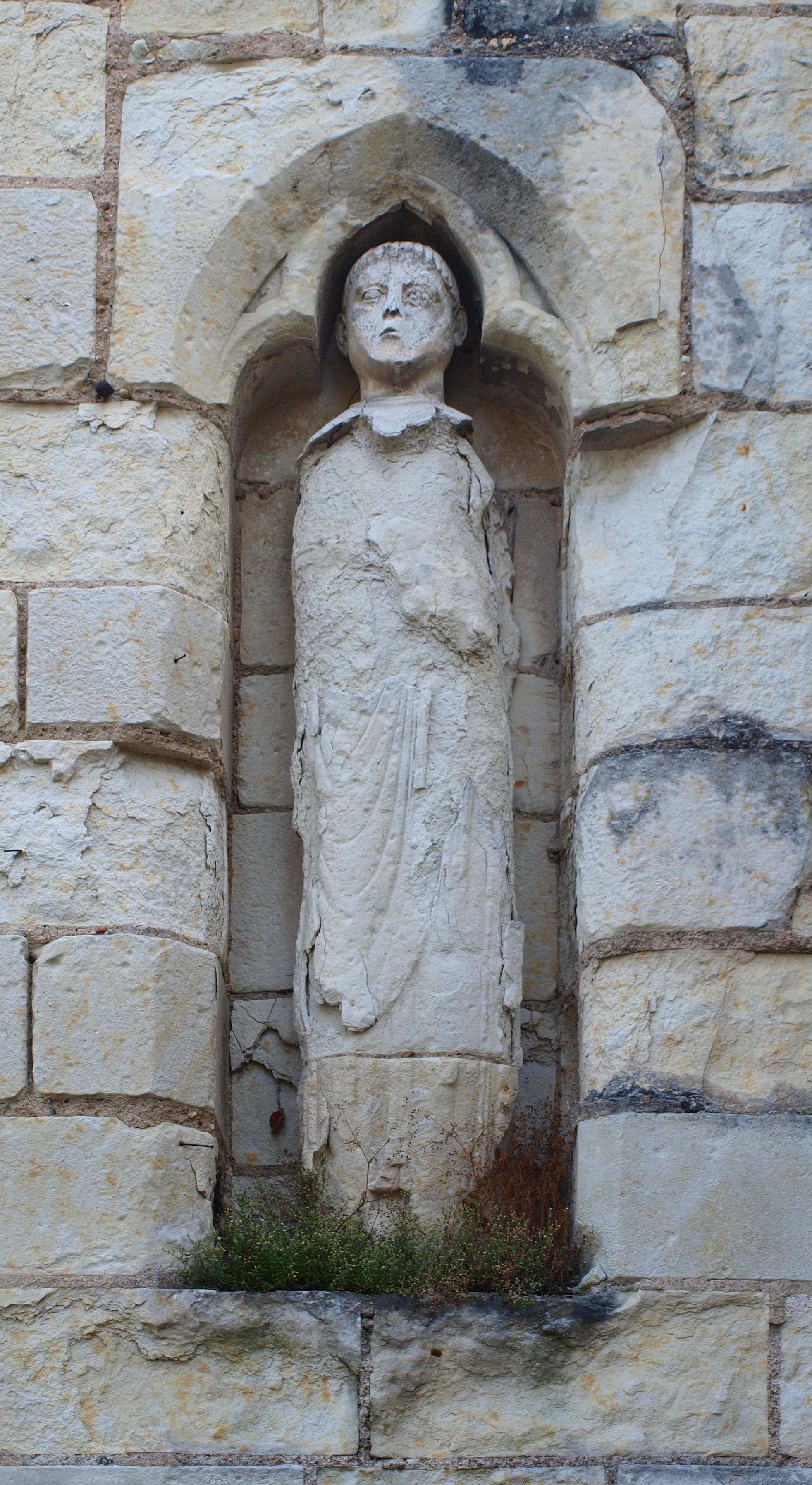
Statue à droite du portail.
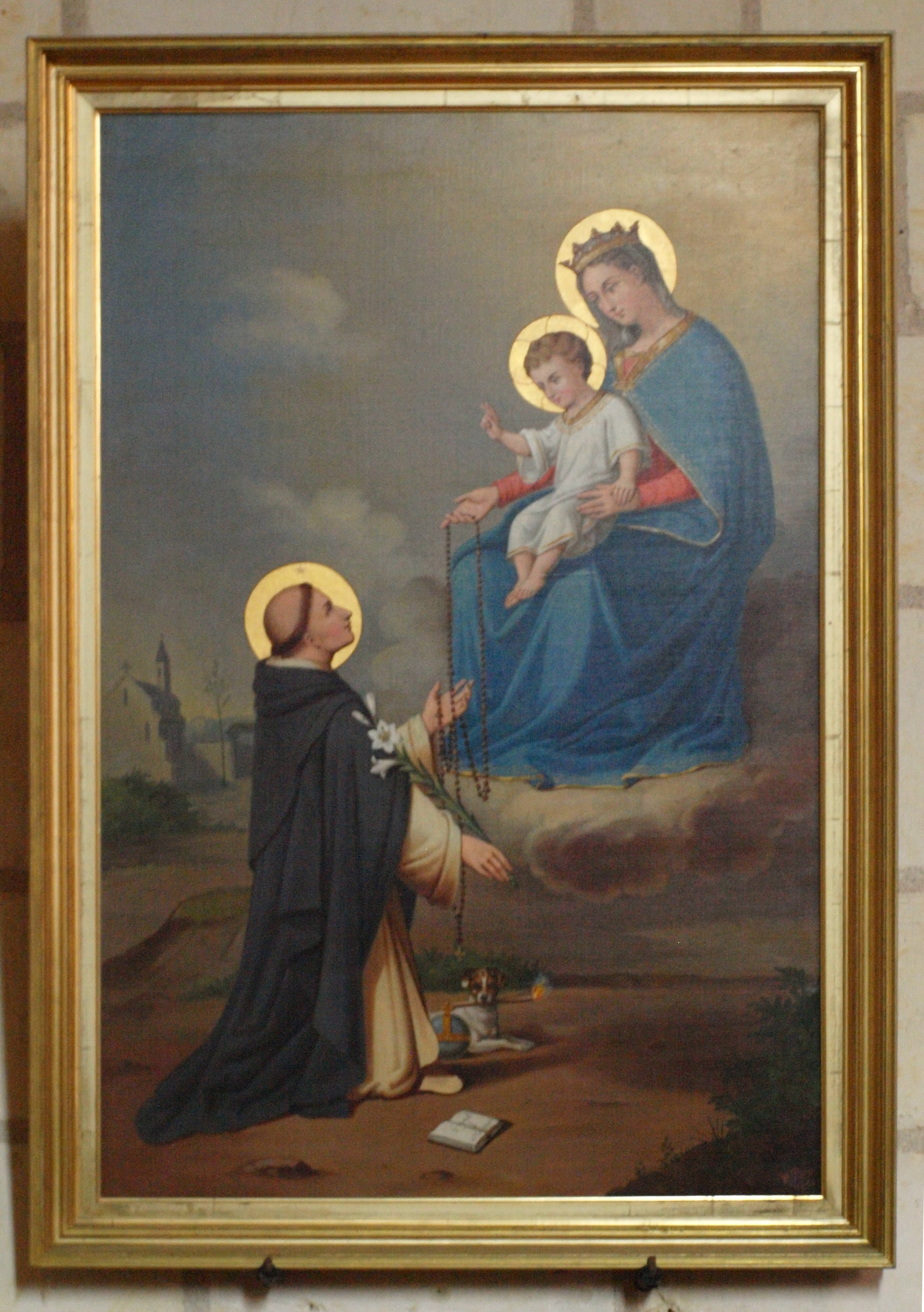
La Donation du rosaire (Enrico Bon).
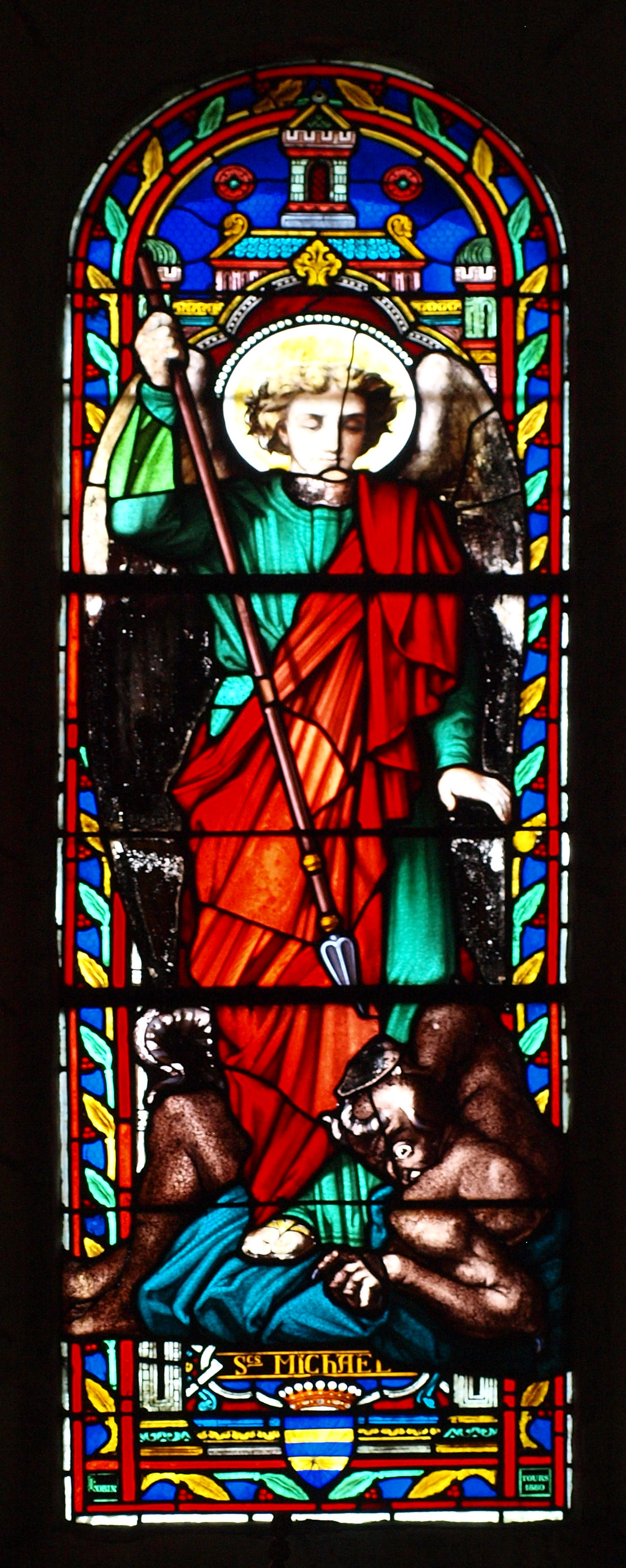
Saint Michel terrassant le dragon.
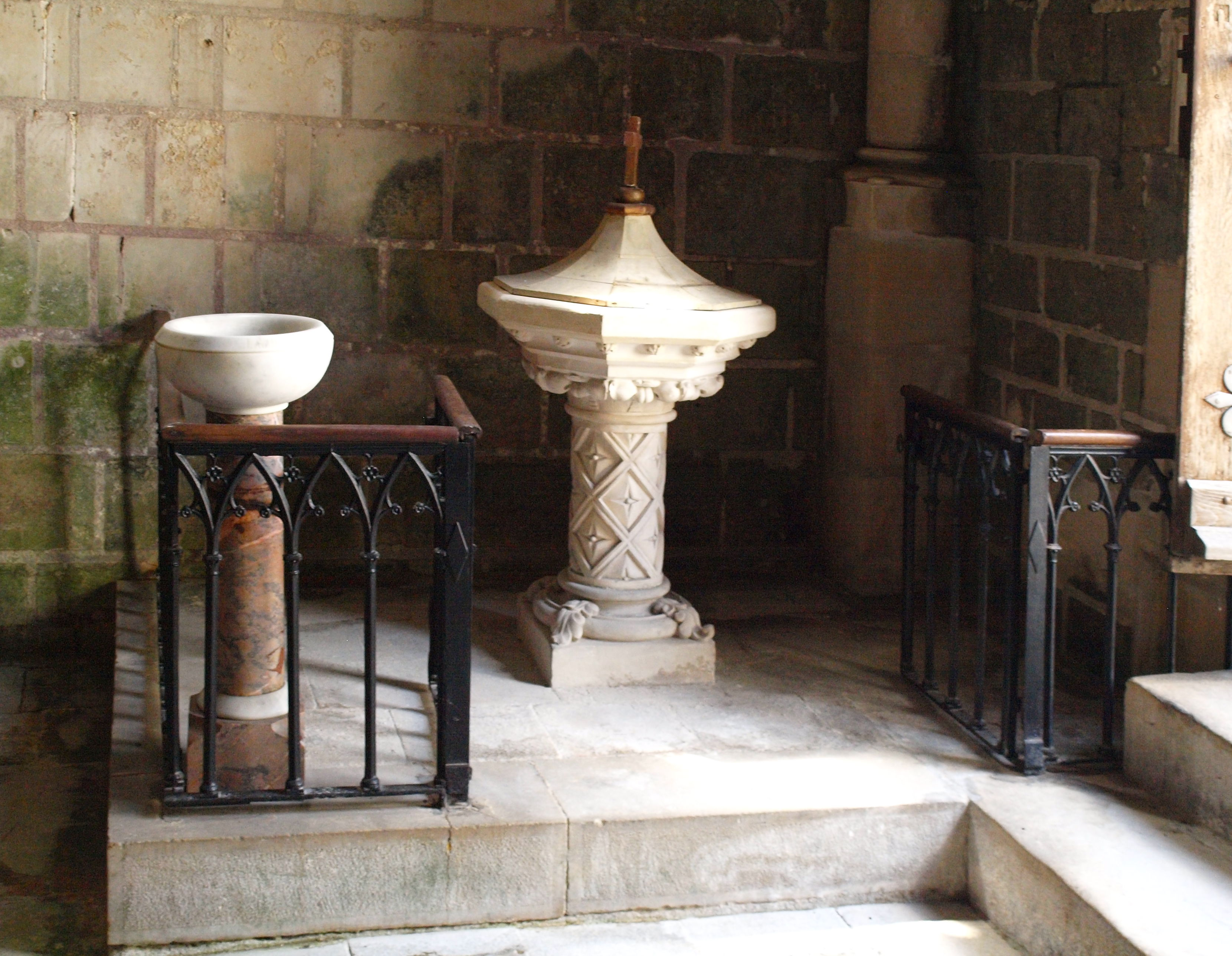
Fonts baptismaux.

## Pour en savoir plus